# Saint-Pierre-Bois
Saint-Pierre-Bois é uma comuna francesa na região administrativa de Grande Leste, no departamento Baixo Reno. Estende-se por uma área de 7,25 km². Em 2010 a comuna tinha 794 habitantes (densidade: 109,5 hab./km²).